# Eerste divisie (mannenhandbal) 1982/83
De eerste divisie is de op een na hoogste afdeling van het Nederlandse handbal bij de heren op landelijk niveau. In het seizoen 1982/1983 werden Meteoor en Hellas kampioen en promoveerden naar de eredivisie. Olympia H, Aalsmeer 2, Internos en UD degradeerden naar de tweede divisie.

## Opzet
- De kampioen promoveert rechtstreeks naar de eredivisie (mits er niet al een hogere ploeg van dezelfde vereniging in de eredivisie speelt).
- De twee ploegen die als laatste eindigen, degraderen rechtstreeks naar de tweede divisie.

## Eerste divisie A

### Teams
| Ploeg         | Plaats     | Provincie     |
| ------------- | ---------- | ------------- |
| Aalsmeer 2    | Aalsmeer   | Noord-Holland |
| AHC '31       | Amsterdam  | Noord-Holland |
| BDC           | Soest      | Utrecht       |
| Enschede      | Enschede   | Overijssel    |
| Hellas        | Den Haag   | Zuid-Holland  |
| Hercules      | Hengelo    | Overijssel    |
| Hurry-Up      | Zwartemeer | Drenthe       |
| Olympia H     | Hengelo    | Overijssel    |
| Sport Vereent | Zuilen     | Utrecht       |
| Volendam      | Volendam   | Noord-Holland |

### Stand
| Pos | Club          | Wed | Ptn | Opmerking                         |
| --- | ------------- | --- | --- | --------------------------------- |
| 1   | Hellas        | 18  | 30  | Promoveert naar de eredivisie     |
| 2   | Volendam      | 18  | 25  |                                   |
| 3   | Hercules      | 18  | 24  |                                   |
| 4   | AHC '31       | 18  | 22  |                                   |
| 5   | BDC           | 18  | 19  |                                   |
| 6   | Hurry-Up      | 18  | 18  |                                   |
| 7   | Enschede      | 18  | 16  |                                   |
| 8   | Sport Vereent | 18  | 12  |                                   |
| 9   | Olympia H     | 18  | 7   | Degradeert naar de Tweede divisie |
| 10  | Aalsmeer 2    | 18  | 7   | Degradeert naar de Tweede divisie |

## Eerste divisie B

### Teams
| Ploeg        | Plaats        | Provincie     |
| ------------ | ------------- | ------------- |
| Caesar       | Beek          | Limburg       |
| Internos     | Etten-Leur    | Noord-Brabant |
| Loreal       | Venlo         | Limburg       |
| Meteoor      | Eindhoven     | Noord-Brabant |
| PSV          | Eindhoven     | Noord-Brabant |
| Sittardia 2  | Sittard       | Limburg       |
| Swift Arnhem | Arnhem        | Gelderland    |
| Tornado      | Heerhugowaard | Noord-Holland |
| UD           | Utrecht       | Utrecht       |
| Udi 1896     | Arnhem        | Gelderland    |

### Stand
| Pos | Club         | Wed | Ptn | Opmerking                         |
| --- | ------------ | --- | --- | --------------------------------- |
| 1   | Meteoor      | 18  | 35  | Promoveert naar de eredivisie     |
| 2   | Swift Arnhem | 18  | 27  |                                   |
| 3   | Sittardia 2  | 18  | 23  |                                   |
| 4   | PSV          | 18  | 22  |                                   |
| 5   | Loreal       | 18  | 16  |                                   |
| 6   | Udi 1896     | 18  | 15  |                                   |
| 7   | Tornado      | 18  | 13  |                                   |
| 8   | Caesar       | 18  | 12  |                                   |
| 9   | Internos     | 18  | 12  | Degradeert naar de Tweede divisie |
| 10  | UD           | 18  | 6   | Degradeert naar de Tweede divisie |